# 春山大輔
春山 大輔（はるやま だいすけ、1983年3月6日 - ）は、日本の俳優、声優。フリー。身長は171cm、体重は63kg、バスト91cm、ウェスト80cm、ヒップ96cm、靴のサイズは26cm、東京都出身。

## 人物
- 特技はPCの動画編集/画像編集、趣味はパソコン/ドライブ。
- 中学、高校と水球部に所属していた。
- PC関係に強いようで、趣味としてあげており、自身のツイッターでもよくPCの話やアプリの話を呟いている。
- ポルノグラフィティとPerfumeのファンである。
- 甘いもの好きの一面もあり、コーヒーでは豆乳ラテが好物である。

## 出演（俳優）

### CM
- 明治安田生命 「Jリーグ2018シーズン」
- スズキ 「スペーシアギア」

### テレビドラマ

#### NHK
- 愛の劇場〜男と女はトメラレナイ〜 カルメン - 尾西周平 役
- 天才てれびくんMAXドラマパート
  - サムネタ男とタコヤキ娘（2005年） - 漫才コンテスト司会者 役
  - 少年刑事スイリくん おヒラメ様の謎を追え（2005年） - 駐在警官 役
  - 3ニンジャー! - 宇住 役（2006年）
  - エリーの黒電話（2007年） - きよし 役

#### TBS
- 月曜ミステリー劇場「駅前タクシー湯けむり事件案内3」 - ズー 役
- 月曜ゴールデン「釣り刑事〜竿に掛かった大悪党!!〜」 - ギャルソン 役

#### テレビ朝日
- 土曜ワイド劇場「おとり捜査官・北見志穂17」（2013年） - 田中誠役

#### テレビ東京
- ドラマ24 エリートヤンキー三郎 - 三郎軍団 役
- 水曜ミステリー9「不倫調査員片山由美8 京都 能楽殺人事件」 - ハイキングするカップル 役

### WEBドラマ
- 監視 ミラレテル。1話

### 邦画
- 着信アリ（2004年）
- 講談少年パパンパン（2006年[1]） - 新田雅士 役

### 舞台
- タンゴ・ロマンティック
- 演劇部隊Chatter Gang 慾動の行進曲
- レプリカ（シアターサンモール）―2013年6月20日（木）〜23日（日）
- ニューシネマパラダイちゅ（高田馬場ラビネスト）―2013年11月6日（水）〜10日（日）
- グッドファーザー（サンモールスタジオ）―2014年1月21日（火）〜26日（日）
- 永遠にムーン（サンモールスタジオ）―2014年5月1日（木）〜11日（日）
- ベニバラ兎団 PRODUCE THEATER 2 nd STAGE恋とパズルとシャンプーと。（池袋・シアターKASSAI）―2014年7月2日（水）〜6日（日）
- MEIDO IN HEAVEN（サンモールスタジオ）―2014年10月28日（火）〜11月3日（月・祝）
- ベニバラ兎団 PRODUCE THEATER　「行け！ 風間山荘。」（下北沢 【劇】小劇場）主演―2015年1月13日(火)〜18日(日)　　ほか

### VP
- 三菱受付標準スタイル
- NTTコミュニケーションズ
- 防犯協会
- 中部電気

### その他
- マイボトル使用促進PR「サッカー実況席編」CM

## 出演（声優）

### ゲーム
- シャドウハーツ2（2002年） - 松永 役
- シャドーハーツFROM THE NEW WORLD（2005年） - 海賊 役

### OVA
- がぁ～でぃあんHearts（2003年） - 客 役
- メモリーズオフ 3.5 祈りの届く刻... Vol.1（2004年） - スタッフ 役
- メモリーズオフ 3.5 祈りの届く刻... Vol.2（2004年） - 男A 役

### CDドラマ
- 封呪（時期不明） - 興水 役
- TUBASA2〜リングに羽ばたく少女達〜（2003年）
- グローランサーV -Generations-3話 （2006年）※同名ゲームの限定版に収録